# Euploea iduna
Euploea iduna är en fjärilsart som beskrevs av Hans Fruhstorfer 1903. Euploea iduna ingår i släktet Euploea och familjen praktfjärilar. Inga underarter finns listade i Catalogue of Life.